# 出の山公園

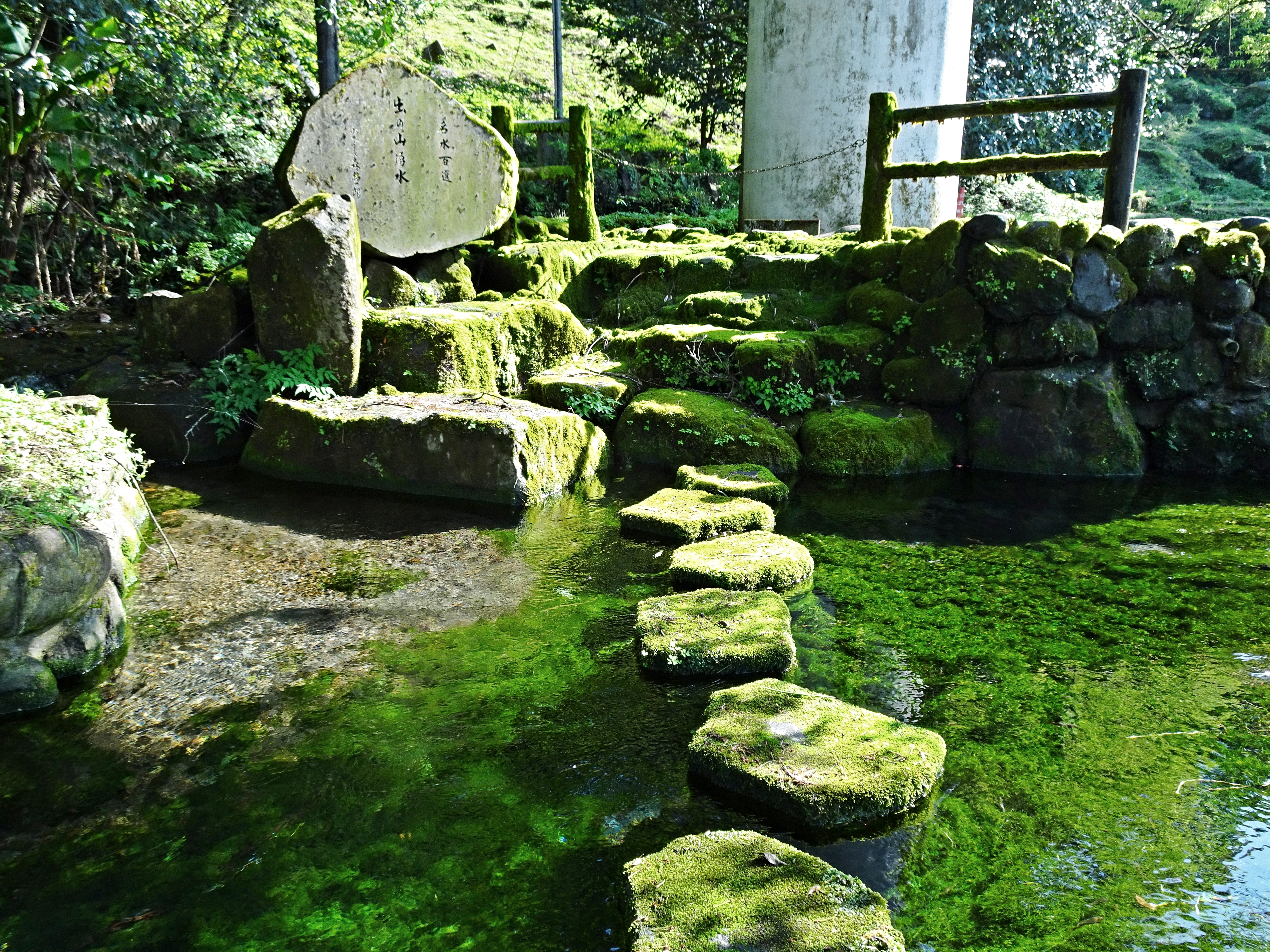
出の山湧水（名水百選）

出の山公園（いでのやまこうえん）は、宮崎県小林市大字南西方字出の山にある公園。
出の山池を中心とした公園で、水源は1985年（昭和60年）出の山湧水として名水百選のひとつに選定された。

## 概要
霧島連山の湧水群のひとつで毎秒1tと豊富な水量が、小林市で一番大きい溜池「出の山池」に流入する。出の山の池は1614年（慶長19年）に薩摩藩により灌漑用水として造られたもので、この周辺には、多数の動植物が生息している。
特にゲンジボタルの一大生息地であり、池のほとりでホタルの観察でき、幻想的なホタルの舞が観賞できるように遊歩道が整備も整備されており、5月下旬から6月上旬の間は、散策しながらホタルの乱舞が観賞できる。
隣接する「宮崎県水産試験場小林分場」では湧水を利用してチョウザメの人工孵化に成功し、民間との協力でキャビアの商品化もおこなっている、園内には「出の山淡水魚水族館」やコイ・マス、チョウザメ等の川魚の料理店がある。
園の入口には水くみ場もある。

## 交通
- JR九州吉都線小林駅からタクシーで15分
- 宮崎自動車道小林IC

## 脚註
1. ↑  出の山湧水 - 名水百選 - 環境省
2. ↑  のど越しひんやり！名水特集宮崎県 - 九州観光推進機構
3. ↑  出の山公園 - 小林市観光協会
4. ↑  伝説「泉媛物語」 - 宮崎観光サイト